# Ava, Riko e Teo
A Ava, Riko e Teo é um desenho francês que conta as aventuras de três amigos que viajam pelo mundo. O desenho mistura animação tradicional com recortes de papel. Seu público alvo é a pré-escola.
Os desenhos são baseados nos trabalhos da autora e artista Mila Boutan e estimula as crianças no sentido de que elas se inspirem e façam suas próprias criações sem inibição.

## Personagens

### Ava
Ava é uma charmosa girafa africana. É graciosa e bem educada. Ela também é tímida e um pouco medrosa, o que faz dela mais cautelosa do que seus dois amigos. Ela está sempre atenta e está pronta para tomar parte em qualquer aventura - contanto que tomem cuidado.

### Riko
Riko é um coelho hiperativo. Ele pode estar de mau humor, às vezes, mas não dura. Ele gosta de brincar, é rápido, nem sempre sensível e nem sempre ele pensa. Às vezes ele vai para de repente no meio do caminho e corre para se esconder atrás de seus amigos, só para ter certeza que é seguro ir para a frente. Arrogante, mas não muito corajoso, ele é um excelente amigo.

### Teo
Teo é um Urso da Groelândia cuja especialidade é fazer as coisas sem esforço algum. Gosta de frio, neve e cantinhos acolhedores. Ele sempre diz: "Espere por mim!" Ou "Não me apresse!" Ou "eu acho que deve haver tempo para um lanche". Ele tem uma voz um pouco rouca, que tem "personalidade".